# Кубок СССР по лыжным гонкам 1977
9-й Кубок СССР по лыжным гонкам проводился в Бакуриани Грузинской ССР с 7 по 10 февраля 1977 года. Соревнования проводились по четырём дисциплинам — гонки на 15 и 50 км (мужчины), гонки на 5 и 10 км (женщины). Параллельно проводился Кубок СССР по биатлону.

### Мужчины
|                                                            | Золото                                           | Серебро                                               | Бронза                                     |
| ---------------------------------------------------------- | ------------------------------------------------ | ----------------------------------------------------- | ------------------------------------------ |
| Гонка на 15 км (7 февраля). 53 участника, 49 финишировало  | Бажуков Николай 47.56 Вооружённые Силы Коми АССР | Скобов Юрий +0.20 «Труд» Кировская область            | Рочев Василий +0.27 «Динамо» Коми АССР     |
| Гонка на 50 км (9 февраля). 36 участников, 32 финишировало | Рочев Василий 2:27.48 «Динамо» Коми АССР         | Завьялов Александр +3.50 «Спартак» Московская область | Верещагин Алексей +4.12 «Динамо» Ленинград |

### Женщины
|                                                           | Золото                                       | Серебро                                           | Бронза                                       |
| --------------------------------------------------------- | -------------------------------------------- | ------------------------------------------------- | -------------------------------------------- |
| Гонка на 5 км (8 февраля). 42 участницы, 41 финишировала  | Кулакова Галина 16.26 «Труд» Удмуртская АССР | Амосова Зинаида +0.04 «Труд» Свердловская область | Сметанина Раиса +0.19 Сельские ДСО Коми АССР |
| Гонка на 10 км (10 февраля). 35 участниц, 34 финишировало | Кулакова Галина 31.21 «Труд» Удмуртская АССР | Хворова Раиса +0.20 «Динамо» Ленинград            | Сметанина Раиса +0.34 Сельские ДСО Коми АССР |

## Личные результаты
Мужчины
Гонка на 15 км
Температура воздуха −5 °C, сумма перепадов высот 550 м.
| Место | Спортсмен          | Спортивное общество, регион     | Время   |
| ----- | ------------------ | ------------------------------- | ------- |
| 1.    | Николай Бажуков    | Вооружённые Силы Коми АССР      | 47.56,0 |
| 2.    | Юрий Скобов        | «Труд» Кировская область        | 48.16,8 |
| 3.    | Василий Рочев      | «Динамо» Коми АССР              | 48.23,4 |
| 4.    | Александр Завьялов | «Спартак» Московская область    | 48.52,2 |
| 5.    | Владимир Лукьянов  | «Динамо» Москва                 | 48.53,2 |
| 6.    | Александр Пятыгин  | «Зенит» Свердловская область    | 49.15,2 |
| 7.    | Иван Гаранин       | «Енбек» Казахская ССР           | 49.42,6 |
| 8.    | Виталий Андреев    | Вооружённые Силы Латвийская ССР | 49.43,6 |
| 9.    | Анатолий Шмигун    | «Динамо» Эстонская ССР          | 49.46,4 |
| 10.   | Сергей Могрупов    | «Труд» Свердловская область     | 49.56,8 |
| 11.   | А. Пискунов        | Вооружённые Силы Татарская АССР | 50.04,4 |
| 12.   | Валерий Исаев      | Вооружённые Силы Татарская АССР | 50.14,2 |

Гонка на 50 км
Температура воздуха −5 °C, сумма перепадов высот 2200 м.
| Место | Спортсмен          | Спортивное общество, регион  | Время     |
| ----- | ------------------ | ---------------------------- | --------- |
| 1.    | Василий Рочев      | «Динамо» Коми АССР           | 2:27.48,2 |
| 2.    | Александр Завьялов | «Спартак» Московская область | 2:31.38,4 |
| 3.    | Алексей Верещагин  | «Динамо» Ленинград           | 2:32.00,4 |
| 4.    | Анатолий Политов   | Сельские ДСО Коми АССР       | 2:32.38,6 |
| 5.    | Анатолий Шмигун    | «Динамо» Эстонская ССР       | 2:32.57,0 |
| 6.    | Иван Гаранин       | «Енбек» Казахская ССР        | 2:33.29,3 |
| 7.    | Александр Пятыгин  | «Зенит»                      | 2:34.19,8 |
| 8.    | Розалин Бакиев     | «Буревестник» Татарская АССР | 2:34.49,0 |
| 9.    | Евгений Беляев     | «Труд» Ленинград             | 2:35.02,0 |
| 10.   | Александр Юрасов   | «Динамо» Москва              | 2:35.08,4 |

Женщины
Гонка на 5 км
Температура воздуха −15 °C, сумма перепадов высот 350 м.
| Место | Спортсменка       | Спортивное общество, регион        | Время   |
| ----- | ----------------- | ---------------------------------- | ------- |
| 1.    | Галина Кулакова   | «Труд» Удмуртская АССР             | 16.26,2 |
| 2.    | Зинаида Амосова   | «Труд» Свердловская область        | 16.30,4 |
| 3.    | Раиса Сметанина   | Сельские ДСО Коми АССР             | 16.45,8 |
| 4.    | Людмила Баранова  | «Спартак» Кировская область        | 16.56,0 |
| 5.    | Раиса Хворова     | «Динамо» Ленинград                 | 16.56,8 |
| 6.    | Нурания Латфулина | «Буревестник» Челябинская область  | 16.59,0 |
| 7.    | Татьяна Кислякова | Сельские ДСО Архангельская область | 17.13,0 |
| 8.    | Евгения Макарова  | «Труд»                             | 17.23,6 |
| 9.    | Татьяна Рыбакова  | «Труд» Пермская область            | 17.25,0 |
| 10.   | Валентина Тропак  | «Динамо» Южно-Сахалинск            | 17.33,2 |

Гонка на 10 км
Температура воздуха −8 °C, сумма перепадов высот 700 м.
| Место | Спортсменка           | Спортивное общество, регион        | Время   |
| ----- | --------------------- | ---------------------------------- | ------- |
| 1.    | Галина Кулакова       | «Труд» Удмуртская АССР             | 31.21,0 |
| 2.    | Раиса Хворова         | «Динамо» Ленинград                 | 31.41,0 |
| 3.    | Раиса Сметанина       | Сельские ДСО Коми АССР             | 31.55,4 |
| 4.    | Людмила Баранова      | «Спартак» Кировская область        | 32.37,2 |
| 5.    | Зинаида Амосова       | «Труд» Свердловская область        | 32.42,8 |
| 6.    | Нурания Латфулина     | «Буревестник» Челябинская область  | 32.45,2 |
| 7.    | Людмила Кострова      | «Спартак» Москва                   | 32.52,6 |
| 8.    | Татьяна Кислякова     | Сельские ДСО Архангельская область | 33.04,2 |
| 9.    | Залия Шайхисламова    | «Буревестник» Челябинская область  | 33.09,2 |
| 10.   | Мария Никитина        | «Зенит» Московская область         | 33.18,8 |
| 11.   | Татьяна Рыбакова      | «Труд» Пермская область            | 33.20,8 |
| 12.   | Валентина Стремоусова | «Труд» Свердловская область        | 33.26,4 |

## Командные результаты спортивных обществ
| Место | Спортивное общество | Сумма очков |
| ----- | ------------------- | ----------- |
| 1.    | «Труд»              | 664         |
| 2.    | «Динамо»            | 593         |
| 3.    | «Спартак»           | 255         |
| 4.    | Сельские ДСО        | 234         |
| 5.    | «Буревестник»       | 214         |
| 6.    | ?                   | ?           |
| 7.    | ?                   | ?           |
| 8.    | ?                   | ?           |
| 9.    | ?                   | ?           |
| 10.   | ?                   | ?           |
| 11.   | ?                   | ?           |

## Командные результаты сборных союзных республик, областей, краев, АССР, Москвы и Ленинграда
| Место | Регион         | Сумма очков |
| ----- | -------------- | ----------- |
| 1.    | Ленинград      | 223         |
| 2.    | Москва         | 156         |
| 3.    | Эстонская ССР  | 106         |
| 4.    | Казахская ССР  | 64          |
| 5.    | Латвийская ССР | 28          |
| 6.    | Украинская ССР | 7           |